# Heinrich Zille
Pour les articles homonymes, voir Zille.
Heinrich Rudolf Zille né le 10 janvier 1858 à Radeburg et mort le 9 août 1929 à Berlin est un lithographe, peintre, illustrateur et photographe allemand.
Dans son art prévaut le thème des Berlinois de la classe moyenne, qu'il représente aussi bien d'un point de vue patriotique que de celui d'un critique social. Ses personnages et ses scènes sont essentiellement inspirés des comportements sociaux des groupes marginaux et des habitants des immeubles des quartiers populeux berlinois (Mietkasernen).

## Biographie

### Jeunesse et adolescence

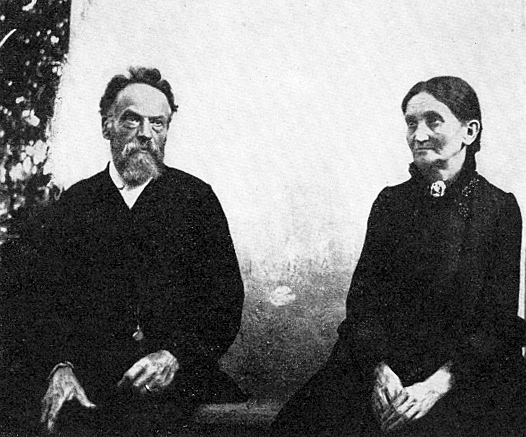
Les parents de Zille, photographie non sourcée.

Heinrich Zille est le fils de l'horloger Johann Traugott Zille et de sa femme Ernestine Louise, née Heinitz, fille d'un mineur des monts Métallifères. Son père a d'abord été forgeron, mais comme il était un artisan habile et qu'il avait des connaissances techniques, il est rapidement devenu horloger, orfèvre et inventeur d'outils. Heinrich Zille est né dans la petite ville saxonne de Radeburg, près de Dresde, dans un bâtiment de l'actuelle Haus Markt 11, où subsiste une plaque commémorative. La même année, l'ensemble du marché nord a brûlé et les Zille déménagèrent dans l'ancienne auberge Stadt Leipzig, aujourd'hui rue Heinrich Zille. C'est là que vécut Heinrich jusqu'à sa troisième année.
En 1861, la famille Zille déménagea d'abord à Dresde et un peu plus tard à Potschappel. Heinrich Zille fréquente l'école du quartier. Son enfance et sa jeunesse n'ont pas été sans heurts. Le père fut plusieurs fois emprisonné pour dettes et la famille craignaient les créanciers à un point tel que le jeune Zille fut souvent confié à sa grand-mère. En 1867, la famille fuit à Berlin à cause de ses dettes. Jusqu'à ce qu'Heinrich entre dans sa quatorzième année, la famille vit pauvrement, habitant dans un appartement en sous-sol, proche de la gare de Silésie.
Heinrich Zille fut très tôt impressionné par les gravures du dessinateur anglais William Hogarth. Il prit des cours de dessin après l'école, cours qu'il devait lui-même financer. Son professeur de dessin, Spanner, l'encouragea pendant un entretien sur son orientation professionnelle. Il deviendrait lithographe : 
Selon le vœu de son père, Zille devait initialement devenir boucher, mais il ne supportait pas la vue du sang. Il alla alors en apprentissage chez le graveur sur pierre Fritz Hecht sur la Alten Jakobstraße.

### Années d'apprentissage
En parallèle Heinrich Zille prit des cours auprès du peintre, illustrateur et caricaturiste Theodor Hosemann à l'école royale d'art (Königlichen Kunstschule). Hosemann était un observateur très fin et plein d'humour des petits bourgeois du vieux Berlin. Hosemann donna à son élève un conseil et le mit sur la voie : « Allez plutôt dans la rue, à l'extérieur, observez vous vous même, c'est mieux, que si vous me copiiez. Sans vouloir devenir artiste, vous aurez sûrement toujours besoin de savoir dessiner. Sans être capable de dessiner, personne ne peut penser. »
Une fois ses études terminées, Zille travailla d'abord à partir de 1875 dans diverses entreprises pour gagner sa vie : il effectue des dessins de mode pour dames, des modèles d'éclairages, des dessins de publicité, il fait des portraits pour son propre plaisir ou contre une obole de ses collègues. Il obtint une formation professionnelle supplémentaire en lithographie dans l'établissement renommé Winckelmann & Söhne. Entré comme compagnon, il y apprit les différentes techniques graphiques : la couleur, la gravure, le cliché typographique, la retouche, le moulage et enfin le phototypie et l'héliogravure. Il lui arriva aussi de travailler avec les peintres animaliers comme Oskar Frenzel et Richard Friese. Le 1er octobre 1877, grâce à ses qualités, il devint compagnon à la Société photographique berlinoise à la Dönhoffplatz, chez qui il sera employé pendant deux ans avec une courte interruption pour son service militaire. C'est pendant ces années que le perfectionniste Zille raffina son talent graphique, car c'était important pour lui que ceux-ci soit aussi bons que possible pour son travail. Pourtant la technique d'impression n'était qu'au début d'un tournant historique, et il n'existe pas encore de technique d'imprimerie d'image parfaite — le halftoning ou demi-ton ne fut inventé qu'en 1880 — les retoucheurs redessinaient sur les enregistrements des photographies originales qui étaient corrigées pour les détails dans les ateliers de retouches.

### Service militaire

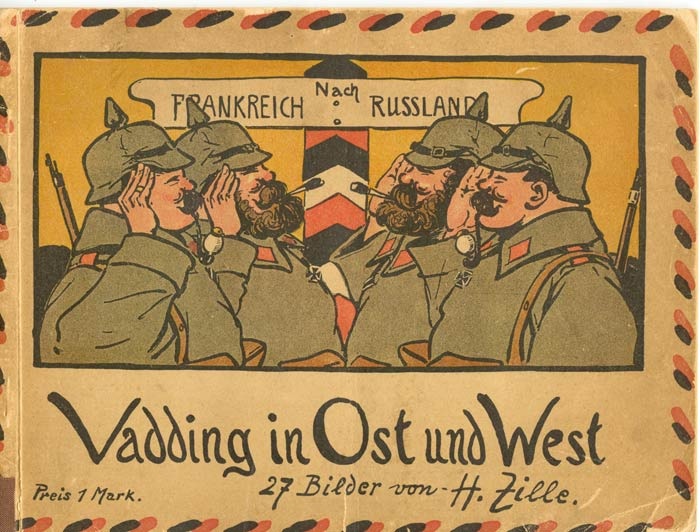
Vadding entre est et ouest (1915-1916).

De 1880 à 1882, Zille effectue son service militaire comme grenadier dans le 8e régiment de grenadiers à Francfort-sur-l'Oder et comme garde à la maison de réclusion de Sonnenburg (aujourd'hui Słońsk). Ces années furent de mauvaises expériences pour Zille, qui passe son temps libre à faire des croquis et prend de nombreuses notes. Il note « Nous avons été répartis en Compagnies, et à peine rentrés dans les chambrées, les puces étaient déjà à l'affût. Dans les lits, des déchets décomposés, de la mauvaise paille. De la mauvaise nourriture. En échange, barbouillés tous les jours par le galimatias des blagues de caserne des officiers. […] Cela faisait partie de la formation que le dimanche après-midi, au moment de la revue des chambrées, un lieutenant infatué montre l'image de ma chère et tendre, fixée à l'intérieur de la porte de mon casier, et demande de manière railleuse : « votre truie? ». »
Au cours des deux années de service sont nées d'innombrables images de soldats avec des caractères et des traits essentiels de son œuvre, plein d'humour. Beaucoup de ces travaux sont cependant disparus. Zille a traité plus tard le sujet des expériences militaires dans ses Images anecdotiques de soldats et de guerre, pendant la Première Guerre mondiale, dans les années 1915 et 1916, qui ont eu beaucoup de succès comme la série parue sous le titre de Vadding en France I et II et Vadding entre est et ouest. Les satires, qui deviennent essentiellement des images patriotiques ont été souvent vues comme glorifiant la guerre. Par la suite Zille créa après suggestion de son ami Otto Nagel les impressionnantes images pacifistes Kriegsmarmelade, qui n'auront effectivement après la guerre été tirées qu'à très peu d'exemplaires.

### Famille

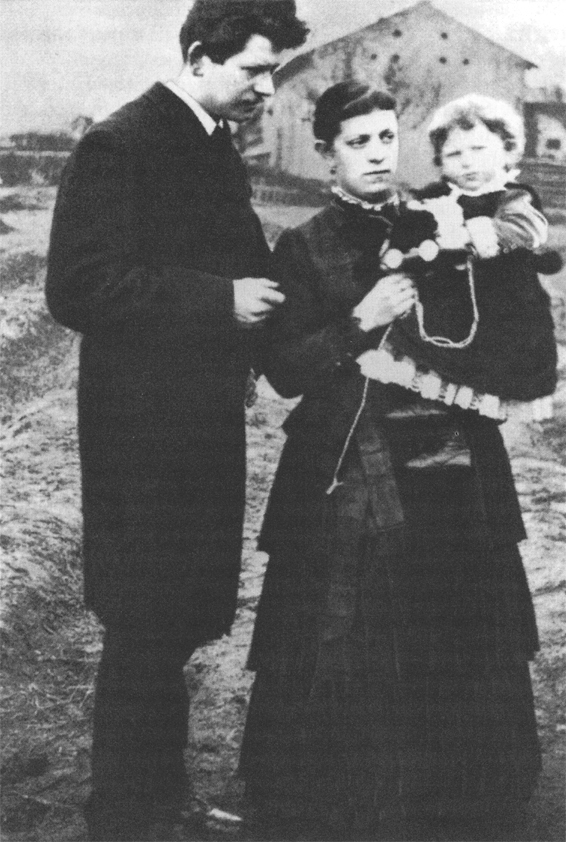
Heinrich Zille et sa famille, photographie non sourcée.

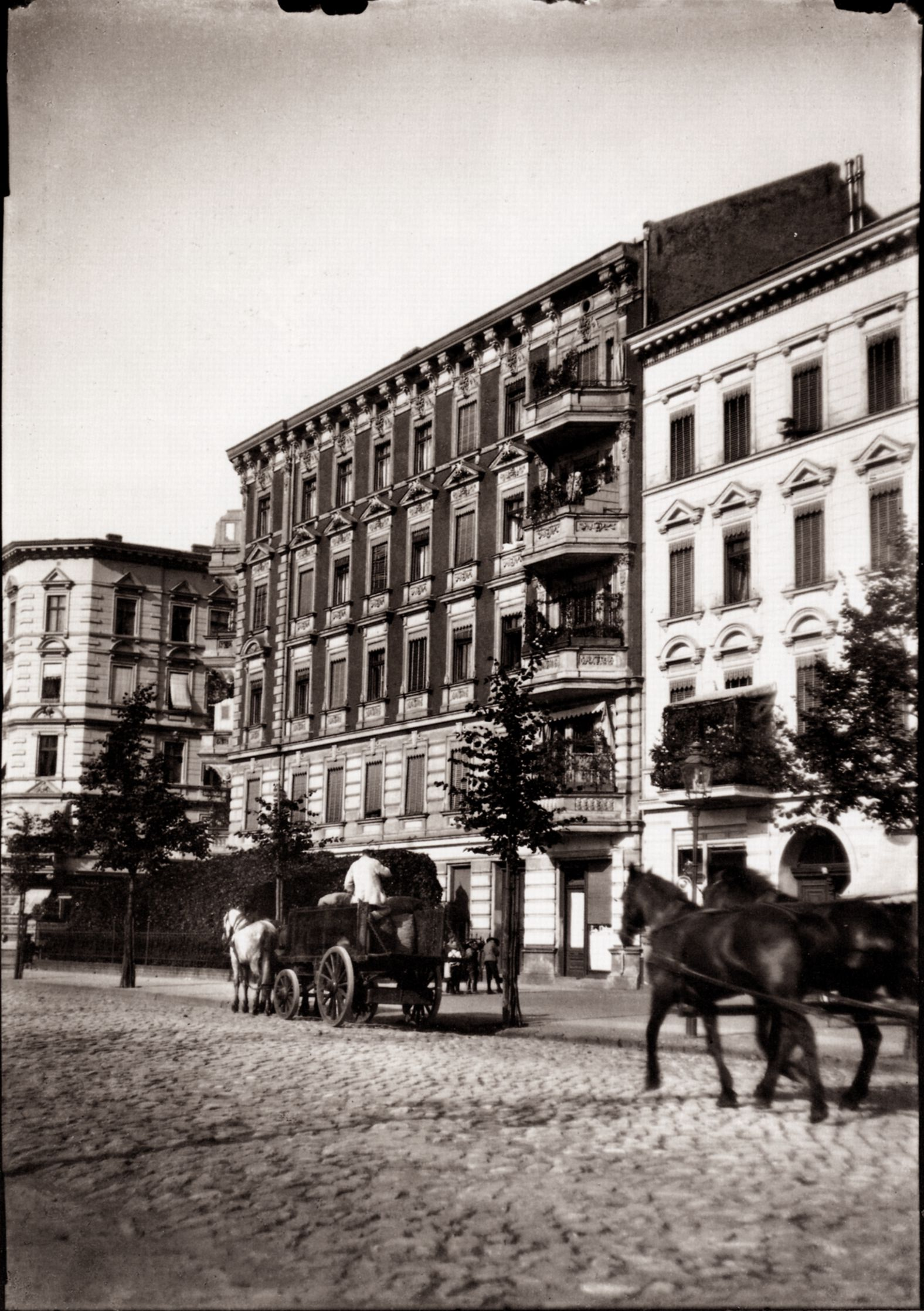
Maison de Zille au 88, Sophie-Charlotten-Straße (1892).

Après la fin du service militaire, Zille revint à la Société photographique. Très peu de temps après, il connaîtra là-bas sa future compagne : Hulda Frieske, une fille d'enseignant de Fürstenwalde, où il se marie le 15 décembre 1883, lors d'un fête simple. Le couple déménagea rapidement dans un appartement en sous-sol du côté de Boxhagen-Rummelsburger Kiez am Grenzweg. C'est là qu'est venue au monde leur fille Margarete en 1884. En 1888 naquit son fils Hans dans la rue Türrschmidtstraße, que les Zille occupaient depuis 1888. Il s'ensuit alors la naissance de leur autre fils, Walter dans la Mozartstraße (aujourd'hui la Geusenstraße). Tous les quartiers que les Zille occupèrent sont approximativement dans l'est de Berlin, dans le Victoriastadt (de) dans le Lichtenberg.
La dernière étape fit enfin se déplacer toute la famille dans un trois pièces en 1892 au 88 de la Sophie-Charlotten-Straße, au quatrième étage, proche du lieu de travail de Zille, la Photographischen Gesellschaft se situant maintenant dans le nouveau quartier de Westend. La maison est maintenant dédié à sa mémoire. Cette période deviendra l'une des phases créatives de Zille. Quand il ne croit pas lui-même à un succès en tant qu'artiste, il consacre ses rares temps libres à ses dessins et études. Son style était encore marqué de celui de la revue Die Gartenlaube. Mais il développe lentement une vue concrète de l'essentiel et a réussi avec un peu de routine à noter, figurer, un mouvement ou une situation grâce à un trait de crayon ou de craie.

### Zille photographe
(novembre 2015).
On ne sait que depuis les années 1960 que Zille était photographe lui-même. Lors de sa succession, on trouva « 418 négatifs sur verre, quelques positifs sur verre et plus de 100 photographies pour lesquelles aucun négatif n'a été retrouvé ». L'historique des œuvres photographiques remonte aux années 1890 et se continue jusqu'au début de la Première Guerre mondiale.
Il est probable que Zille ait abandonné la photographie après la publication de Photographische Gesellschaft (1907). De toute façon, il considérait que la photographie avait peu d'importance ; il a utilisé l'appareil photo comme un « bloc-notes photographique » pour ses études graphiques. Il ne s'est jamais décrit comme un « photographe » et n'avait pas d'appareil photo propre, empruntant le matériel à son entreprise ou à ses collègues de travail. Il n'est pas non plus clairement vérifiable si le matériel photographique du domaine provient exclusivement de Heinrich Zille.

## Publications
- Sous le pseudonyme de W. Pfeifer, Hurengespräche (de), texte et illustrations de 1913, Schirmer/Mosel, rééd. : Munich, 2000  (ISBN 3-88814-081-1).
- Kinder der Straße. 100 Berliner Bilder, rééd. : KOMET, 2006  (ISBN 3-89836-477-1).
- Mein Milljöh. Neue Bilder aus dem Berliner Leben, rééd. : KOMET, 2006  (ISBN 3-89836-478-X).
- Rund um’s Freibad, rééd. : KOMET, 2006  (ISBN 3-89836-476-3).